# Isoglossa

Les isoglosses principals del pallarès.

Una isoglossa (paraula bastida a partir del prefix grec iso- "igualtat" i de γλῶσσα "llengua") és una línia imaginària que assenyala el límit entre la presència i l'absència d'un tret lingüístic concret –ja sigui de tipus fonològic, lèxic o d'alguna altra mena– i que separa dues àrees dialectals.
Les isoglosses no es reconeixen necessàriament en divisions del territori basades en l'orografia ni en les administratives, encara que aquestes dues divisions hagin pogut incidir en el seu perfil. Quan diverses isoglosses tenen un recorregut proper es parla de "feix d'isoglosses".
És freqüent observar l'ús poc rigorós del terme isoglossa per designar les línies que separen llengües i dialectes. Des del punt de vista lingüístic, tanmateix, sovint no és possible definir-la amb exactitud, ja que s'entén comunament una llengua com un conjunt de dialectes mútuament intel·ligibles. Atès que, sovint, la intel·ligibilitat entre àrees geogràfiques és un fenomen gradual, pot ser impossible des del punt de vista lingüístic separar varietats com ara les llengües, la qual cosa en no pocs casos origina decisions basades en afinitats polítiques i culturals.
Així mateix, s'anomena isoglossa principal aquella que coincideix amb el nombre més gran d'isoglosses i és marcada com a isoglossa lingüística o dialectal.